# 주디스 바시

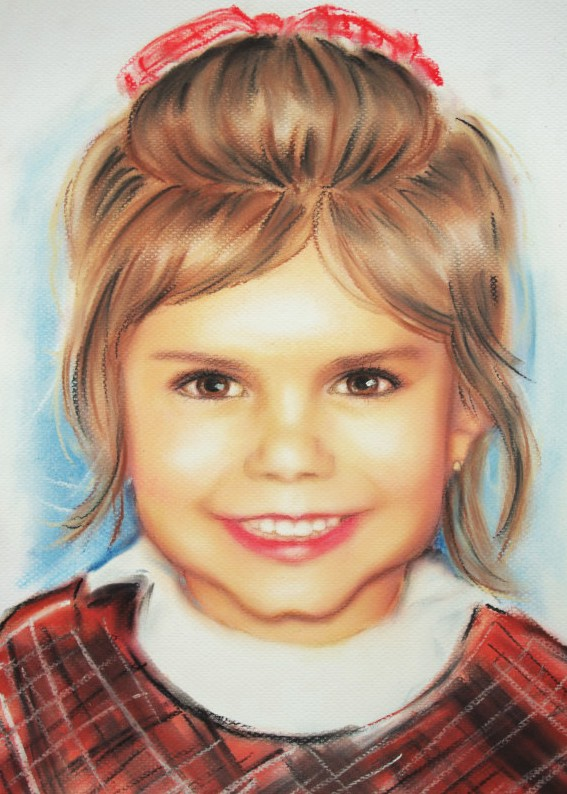

주디스 바시(Judith Eva Barsi, 1978년 6월 6일 ~ 1988년 7월 25일)는 미국의 배우이다.
산페르난도밸리에서 태어났다.

## 영화
- 내 이름은 펑키 (1984년)
- 분노의 눈동자 (1986년) - 제니퍼 매튜스 역
- 죠스 4 (1987년)
- 슬램 (1987년)
- 공룡시대 (1988년)
- 찰리의 천국여행 (1989년)

## 광고
- 젤오
- 코닥
- KFC
- 맥도날드
- 레이즈
- 도날드 덕
- 후르트 린클스
- 제너럴 밀스 럭키 로드
- 키틴 차우
- 지프
- 바비
- 마텔 베이비 키키
- 마텔 보틀 타임 베이비
- 마텔 우주의 전사 쉬라